# Wijken en buurten in Werkendam
De voormalige Nederlandse gemeente Werkendam werd voor statistische doeleinden onderverdeeld in wijken en buurten. De gemeente werd verdeeld in de volgende statistische wijken:
- Wijk 01 Werkendam (CBS-wijkcode:087001)
- Wijk 02 Sleeuwijk (CBS-wijkcode:087002)
- Wijk 03 Nieuwendijk (CBS-wijkcode:087003)
- Wijk 04 Hank (CBS-wijkcode:087004)
- Wijk 05 Dussen (CBS-wijkcode:087005)

Een statistische wijk kan bestaan uit meerdere buurten. Onderstaande tabel geeft de buurtindeling met kentallen volgens het Centraal Bureau voor de Statistiek (2008):
| CBS-buurtcode | Buurtnaam                    | Inwonertal | Opp. totaal (ha) | Opp. land (ha) | Ligging                |
| ------------- | ---------------------------- | ---------- | ---------------- | -------------- | ---------------------- |
| BU08700101    | Centrum Werkendam            | 1290       | 23               | 23             | Locatie in de gemeente |
| BU08700102    | Burchtpolder                 | 1290       | 28               | 28             | Locatie in de gemeente |
| BU08700103    | Welgelegen                   | 2060       | 36               | 34             | Locatie in de gemeente |
| BU08700104    | Vervoornepolder              | 4260       | 90               | 89             | Locatie in de gemeente |
| BU08700105    | Werkensepolder               | 1340       | 42               | 42             | Locatie in de gemeente |
| BU08700106    | Bedrijventerreinen Werkendam | 390        | 207              | 136            | Locatie in de gemeente |
| BU08700191    | Binnenvliet                  | 180        | 186              | 120            | Locatie in de gemeente |
| BU08700192    | Zevenban                     | 140        | 428              | 418            | Locatie in de gemeente |
| BU08700193    | Grote Waard                  | 80         | 1060             | 1043           | Locatie in de gemeente |
| BU08700194    | Noordwaard                   | 250        | 2485             | 2254           | Locatie in de gemeente |
| BU08700195    | Oude Hardenhoek              | 30         | 731              | 620            | Locatie in de gemeente |
| BU08700196    | Spie Deen                    | 20         | 1146             | 430            | Locatie in de gemeente |
| BU08700201    | Kern Sleeuwijk               | 5030       | 198              | 195            | Locatie in de gemeente |
| BU08700202    | Bedrijventerrein Sleeuwijk   | 80         | 9                | 9              | Locatie in de gemeente |
| BU08700291    | Sleeuwijksepolder            | 290        | 561              | 440            | Locatie in de gemeente |
| BU08700292    | Nieuwe Ban                   | 20         | 174              | 172            | Locatie in de gemeente |
| BU08700301    | Kern Nieuwendijk             | 3260       | 156              | 156            | Locatie in de gemeente |
| BU08700302    | Bedrijventerrein Nieuwendijk | 40         | 9                | 9              | Locatie in de gemeente |
| BU08700391    | Karnemelkpolder              | 100        | 418              | 413            | Locatie in de gemeente |
| BU08700392    | Gantel                       | 40         | 271              | 267            | Locatie in de gemeente |
| BU08700401    | Kern Hank                    | 3260       | 106              | 106            | Locatie in de gemeente |
| BU08700402    | Bedrijventerrein Hank        | 0          | 3                | 3              | Locatie in de gemeente |
| BU08700491    | Vierbannen                   | 230        | 224              | 224            | Locatie in de gemeente |
| BU08700492    | Jannezand                    | 20         | 1012             | 942            | Locatie in de gemeente |
| BU08700493    | Aakvlaai                     | 0          | 306              | 184            | Locatie in de gemeente |
| BU08700494    | Kurenpolder                  | 40         | 102              | 51             | Locatie in de gemeente |
| BU08700495    | Zuidhollandschepolder        | 270        | 512              | 481            | Locatie in de gemeente |
| BU08700501    | Kern Dussen                  | 1960       | 136              | 136            | Locatie in de gemeente |
| BU08700502    | Bedrijventerrein Dussen      | 30         | 10               | 10             | Locatie in de gemeente |
| BU08700591    | Noordeveld                   | 430        | 1502             | 1437           | Locatie in de gemeente |